# Adolphe Ludigo Mkasa
Adolphe Ludigo Mkasa, né vers 1861 et mort le 3 juin 1886, est un Ougandais catholique romain martyrisé pour sa foi.

## Biographie
Il naît dans le royaume de Toro, dans la partie ouest du pays, et devient un compagnon de Charles Lwanga, à la cour du roi Mwanga II. Il est l'un des nombreux chrétiens mis à mort par le roi entre 1885 et 1887; son jour de martyre (brûlé vif), le 3 juin, est dans les mémoires comme le jour de la fête des Martyrs de l'Ouganda.